# Wasilij Orłow
Wasilij Fiodorowicz Orłow, ros. Василий Фёдорович Орлов (ur. 2 lutego?/15 lutego 1916 we Włosowie, zm. 19 marca 1945 w Lwówku Śląskim) – radziecki wojskowy, pułkownik gwardii, Bohater Związku Radzieckiego, najmłodszy dowódca korpusu w Armii Czerwonej.

## Życiorys
Urodził się w miejscowości Wołosowo w obwodzie leningradzkim.
W 1932 roku ukończył szkołę średnią przy Leningradzkim Instytucie Inżynierów, po czym rozpoczął studia w Leningradzkim Instytucie Przemysłowym, ale w 1933 roku został powołany do wojska i skierowany do Wojskowej Akademii Mechanizacji i Motoryzacji Armii Czerwonej im. Stalina, którą ukończył w listopadzie 1937 roku.
Po ukończeniu akademii został przeniesiony do rezerwy, został wtedy kierownikiem produkcji a następnie dyrektorem technicznym w Leningradzkich Zakładach Remontowych Samochodów, funkcję tę pełnił do lipca 1939 roku, po czym został głównym technikiem i głównym inżynierem w Leningradzkich Zakładach Mechanicznych.
Po ataku na ZSRR powołany do wojska, od czerwca 1941 roku był dowódcą samodzielnego batalionu czołgów ciężkich Frontu Północnego, w walkach batalion pod jego dowództwem wycofał się na lewy brzeg Newy i tam zatrzymał natarcie przeciwnika, został wtedy po raz pierwszy ranny.
W sierpniu 1941 roku został dowódcą 51 Samodzielnego Batalionu Czołgów Odwodu Naczelnego Dowództwa, który brał udział w walkach w obronie Leningradu, w październiku 1941 roku został zastępcą, a następnie dowódcą 107 Pułku Czołgów Frontu Leningradzkiego, funkcję tę pełnił do stycznia 1942 roku. 6 stycznia 1942 roku został ciężko ranny i ewakuowany z Leningradu. W okresie od stycznia do maja 1942 roku przebywał w szpitalu.
Po wyjściu ze szpitala, został dowódcą nowo utworzonej 119 Brygady Pancernej Frontu Kalinińskiego, na czele której brał udział w walkach w rejonie Rżewa, w składzie 29 i 30 Armii. W listopadzie 1942 brygada została przeformowana w pułk czołgów, a on został dowódcą 31 Brygady Pancernej w składzie 20 Armii Frontu Zachodniego, która dowodzi w trakcie drugiego kontrnatarcia pod Rżewem. Brygada tą dowodzi do kwietnia 1943 roku.
W kwietniu 1943 roku zostaje dowódcą 8 Brygada Pancernej Gwardii wchodzącą w skład 20 Korpusu Pancernego. Dowodząc tą brygadą brał udział w walkach w składzie Frontu Briańskiego, Południowego i 2 Ukraińskiego.  Dowodząc tą brygadą uczestniczył w operacji orłowskiej (12.07-18.08.1943), malitopolskiej (26.09-05.11.1943), korsuńsko-szewczenkowskiej (24.01-17.02.1944), umańsko-botoszańskiej (05.03-17.04.1944). Po tej ostatniej operacji brygada została wraz z całym korpusem wycofana na tyły.
W dniu 4 grudnia 1944 roku został dowódcą 6 Korpusu Zmechanizowanego Gwardii, zostając najmłodszym dowódców korpusu w Armii Czerwonej. Na czele tego korpusu wchodzącego w skład 4 Armii Pancernej wziął udział w operacji wiślańsko-odrzańskiej (12.01- luty 1945), dolnośląskiej (8.02-24.02.1945) i opolskiej (15-31.03.1945). W styczniu-lutym 1945 brał udział w wyzwalaniu Końskiego, Stąporkowa, Piotrkowa i Lubska.
W dniu 17 marca 1945 roku w okolicy Białej przebywając na punkcie obserwacyjnym 17 Brygady Zmechanizowanej został ciężko ranny w czasie ostrzału artyleryjskiego. I w dniu 19 marca 1945 roku zmarł w Lwówku Śląskim w szpitalu polowym 1 Frontu Ukraińskiego w wyniku odniesionych ran.
Na polecenie dowódcy 1 Frontu Ukraińskiego marsz. Koniewa jego ciało przewieziono do Moskwy i pochowano na cmentarzu Nowodziewiczym. Pośmiertnie został także odznaczony tytułem Bohatera Związku Radzieckiego.
W 1985 roku na podstawie jego życia powstał film fabularny „Говорит Москва!”.

## Awanse
- podpułkownik (1942)
- pułkownik (1943)

## Odznaczenia
- Medal „Złota Gwiazda” Bohatera Związku Radzieckiego (6 kwietnia 1945) (pośmiertnie)[3]
- Order Lenina (6.04.1945)
- Order Czerwonego Sztandaru (trzykrotnie – 30.01.1943[4], 17.08.1943[5], 20.05.1944[6])
- Order Suworowa II st. (27.04.1944)[7]
- Medal „Za obronę Leningradu” (1942)
- Krzyż Oficerski Legii Zasługi (USA) (1944)